# Zaluzianskya cohabitans
Zaluzianskya cohabitans är en flenörtsväxtart som beskrevs av O.M. Hilliard. Zaluzianskya cohabitans ingår i släktet Zaluzianskya och familjen flenörtsväxter. Inga underarter finns listade i Catalogue of Life.